# 83 Leonis
Désignations
83 Leo A : HR 4414, HD 99491, HIP 55846, BD+03°2502, FK5 1296, SAO 118864, LFT 805, LHS 2407, LTT 13109

83 Leonis (en abrégé 83 Leo) est une étoile binaire de sixième magnitude de la constellation zodiacale du Lion. Ses deux composantes sont un peu moins massives, plus petites et plus froides que le Soleil. L'étoile primaire, 83 Leonis A, est une étoile jaune-orangée qui semble arriver à la fin de sa vie sur la séquence principale, tandis que l'étoile secondaire, 83 Leonis B est une naine orange. Cette dernière possède une exoplanète, découverte en 2004. D'après la mesure de leur parallaxe par le satellite Gaia, les deux étoiles sont distantes de ∼ 59,4 a.l. (∼ 18,2 pc) de la Terre,.

## 83 Leonis A
83 Leonis A, l'étoile primaire du système, est une étoile jaune-orangée de type spectral G9IV-V, ce qui indique que son spectre montre à la fois des traits d'une étoile sur la séquence principale et d'une étoile sous-géante plus évoluée. Sa magnitude apparente est de 6,50. Luck (2017) lui attribue un âge d'environ 8 milliards d'années en utilisant différentes isochrones, mais avec une marge d'erreur considérable de 6,75 milliards d'années.
La masse de l'étoile vaut environ 95 % celle du Soleil tandis que son rayon est équivalent à 96 % de celui de l'étoile du système solaire. Elle est 74 % aussi lumineuse que le Soleil et sa température de surface est de 5 380 K. Elle tourne sur elle-même à une vitesse de rotation projetée de 5,1 km/s. 83 Leonis A est enrichie en éléments lourds, comparée au Soleil. Sa métallicité, c'est-à-dire son contenu en éléments plus lourds que l'hélium, est deux fois supérieure à celle du Soleil.

## 83 Leonis B
83 Leonis B, également désignée HD 99492, est une naine orange d'une magnitude apparente de 7,53 et de type spectral K2V. Cela signifie qu'elle génère son énergie par la fusion de l'hydrogène en hélium dans son cœur. Son âge est estimé à 4 milliards d'années.
83 Leonis B est un peu plus petite que 83 Leonis A, avec une masse et un rayon qui valent respectivement 83 et 86 % ceux du Soleil, tandis que sa luminosité n'est équivalente qu'à 42 % celle du Soleil,. Sa température de surface est de 4 740 K. Tout comme 83 Leonis A, elle est enrichie en métaux, avec une métallicité qui est 2,26 fois supérieure à celle du Soleil. Elle possède un cycle d'activité d'environ 13 ans.
83 Leonis B est orbitée par une exoplanète découverte en 2004. L'existence d'une seconde planète dans le système a été avancée en 2011, avant d'être rétractée en 2016.

### 83 Leonis Bb
83 Leonis Bb est une géante gazeuse. Elle a été découverte en 2004 via la méthode des vitesses radiales. Sa masse minimale est de 0,079 masses joviennes et nous ne connaissons rien à son rayon, sa densité ou sa gravité de surface. Sa température est de 581 K et sa période orbitale de 17,04 jours. Son demi-grand axe est égal à 0,123 2 UA et son excentricité est de 0,07.

### 83 Leonis Bc
83 Leonis Bc est une autre géante gazeuse dont l'existence a été proposée dans l'étude de Meschiari et al. parue en 2011, également par l'intermédiaire de la méthode des vitesses radiales. Sa masse aurait été de 0,36 masses joviennes, sa période orbitale aurait été de 4 970 jours, son demi-grand axe de 5,40 UA et son excentricité de 0,106.
Cependant, l'étude de Kane et al. parue en 2016 infirme l'existence de cette planète. Le signal observé est un faux positif qui s'explique par l'activité stellaire,.